# Кіньяші Муанга Іке
Кіньяші Муанга Іке (*д/н — 1815) — 3-й сімбамвене (володар) Шамбала.

## Життєпис
Походив з династії Кілінді. Син сімбамвене Буге. Точний рік приходу до влади невідомий. Під час свого панування Кіньяші Муанга Іке зміцнив політичну та військову організацію держави. Зумів дати відсіч работоргівцям, що намагалися здійснювати напади на підвладні землі для захоплення людей. Водночас успішно протистояв нападам масаїв, які займалися викраденням худоби.
За цим почав розширювати Шамбалу, зайнявши область Вазігуа на південь у нижній долині річки Пангані, а потім над східною частиною Усамбари в напрямку до узбережжя.
Помер Кіньяші Муанга Іке 1815 року. Йому спадкував син Кімвері е Нюмбаї .